# Golden Axe: The Duel
Golden Axe: The Duel (ゴールデンアックス・ザ・デュエル) est un jeu vidéo de combat en 2D sorti en février 1995 sur le système d'arcade Sega Titan Video, puis sur Sega Saturn à partir de septembre 1995. Le jeu a été développé par Sega AM1 et édité sur Saturn par Sega, sauf au Brésil où il a été commercialisé par Tec Toy.
Il fait partie de la série Golden Axe, dont il constitue le seul épisode sur Saturn. Il suit Golden Axe III et précède Golden Axe: Beast Rider.

## Trame
De nombreuses années après la dernière guerre contre Death Adder, la hache magique utilisée par Gillius Thunderhead pour le vaincre est retrouvée et se révèle être bien plus puissante qu'auparavant. Il est dit que celui qui la possèdera pourra obtenir tout ce qu'il désire. La nouvelle se répandant, des centaines de guerriers décident de se battre pour gagner l'arme sacrée ; après de nombreuses batailles, seuls dix d'entre eux ont survécu et vont devoir livrer une dernière bataille afin de déterminer qui méritera la hache.

## Système de jeu
Contrairement aux autres jeux de la série, Golden Axe: The Duel est un jeu de combat en 2D similaire à Street Fighter II et à la série Samurai Shodown.

## Accueil
Golden Axe: The Duel a reçu un accueil mitigé lors de sa sortie, en raison d'une concurrence jugée supérieure.
Au Royaume-Uni, Sega Saturn Magazine évoque un « beat 'em up très agréable qui est malheureusement surclassé par de meilleurs titres » et le conseille aux « fans de jeux de combat hardcore uniquement ».